# Diócesis de Sulmona-Valva
La diócesis de Sulmona-Valva (en latín: Dioecesis Sulmonensis-Valvensis y en italiano: Diocesi di Sulmona-Valva) es una circunscripción eclesiástica de la Iglesia católica en Italia. Se trata de una diócesis latina, sufragánea de la arquidiócesis de L'Aquila. Desde el 30 de noviembre de 2017 su obispo es Michele Fusco.

## Territorio y organización

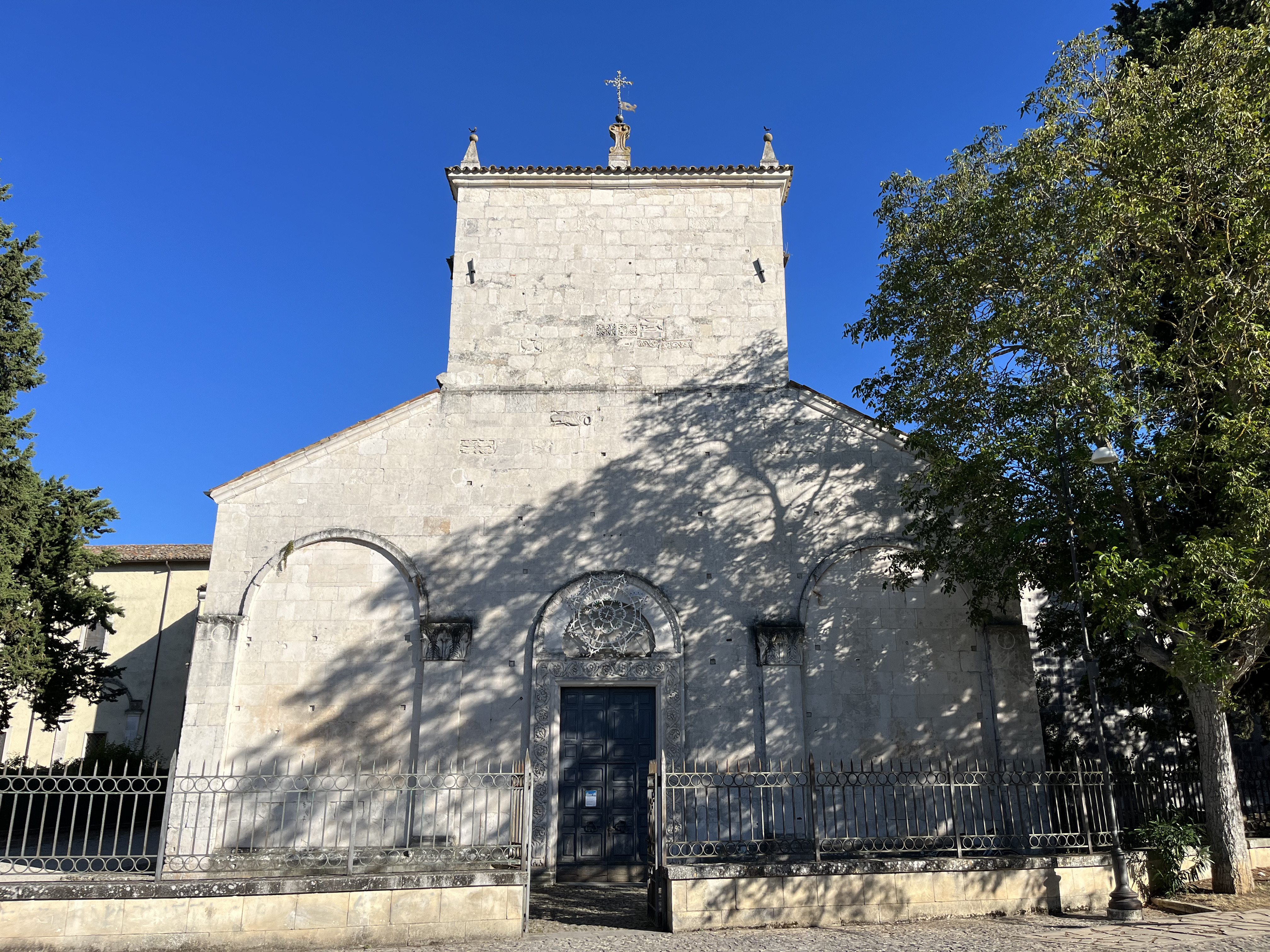
Concatedral de San Pelino, en Corfinio

La diócesis tiene 1815 km² y extiende su jurisdicción sobre los fieles católicos de rito latino residentes en 49 comunas en la región de Abruzos:
- 43 en la provincia de L'Aquila: Alfedena, Anversa degli Abruzzi, Ateleta, Barrea, Bugnara, Calascio, Campo di Giove, Cansano, Capestrano, Carapelle Calvisio, Castel del Monte, Castel di Ieri, Castel di Sangro, Castelvecchio Calvisio, Castelvecchio Subequo, Civitella Alfedena, Cocullo, Corfinio, Gagliano Aterno, Goriano Sicoli, Introdacqua, Molina Aterno, Ofena, Pacentro, Pescocostanzo, Pettorano sul Gizio, Pratola Peligna, Prezza, Raiano, Rivisondoli, Rocca Pia, Roccacasale, Roccaraso, San Benedetto in Perillis, Santo Stefano di Sessanio, Scanno, Scontrone, Secinaro, Sulmona, Villa Santa Lucia degli Abruzzi, Villalago, Villetta Barrea y Vittorito;
- 4 en la provincia de Chieti: Gamberale, Palena, Pizzoferrato y Quadri;
- 2 en la provincia de Pescara: Popoli Terme y Bussi sul Tirino.

Al suroeste se encuentra la diócesis de Sora-Cassino-Aquino-Pontecorvo, al oeste la diócesis de Avezzano, al noroeste la arquidiócesis de L'Aquila, al norte se encuentran la diócesis de Teramo-Atri y la arquidiócesis de Pescara-Penne, al noreste la arquidiócesis de Chieti-Vasto, al sureste la diócesis de Trivento y al sur la diócesis de Isernia-Venafro.

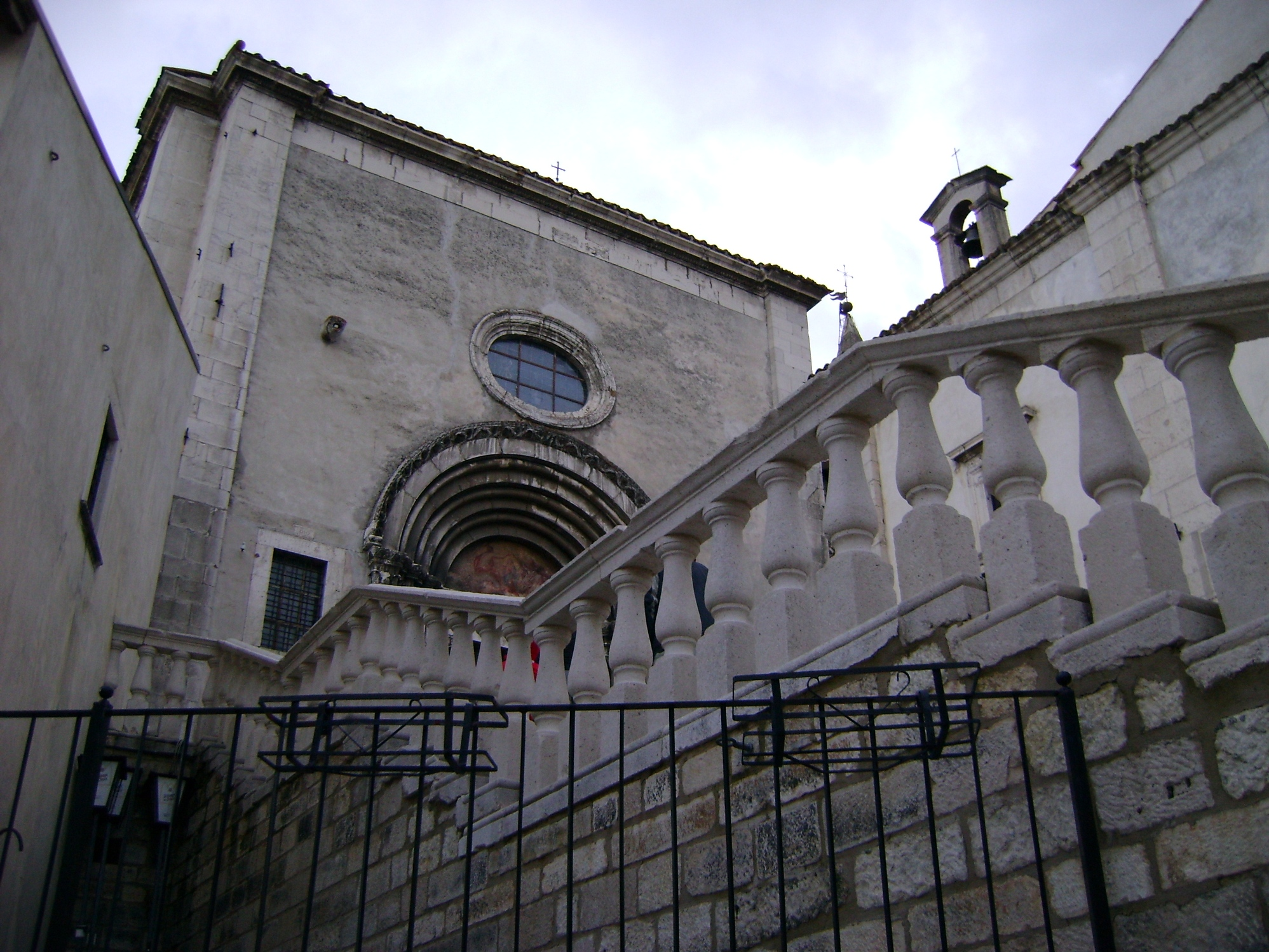
Basílica de Santa María del Colle, en Pescocostanzo

La sede de la diócesis se encuentra en la ciudad de Sulmona, en donde se halla la Catedral de San Pánfilo. En Corfinio se encuentra la Concatedral de San Pelino y en Pescocostanzo la basílica de Santa María del Colle.

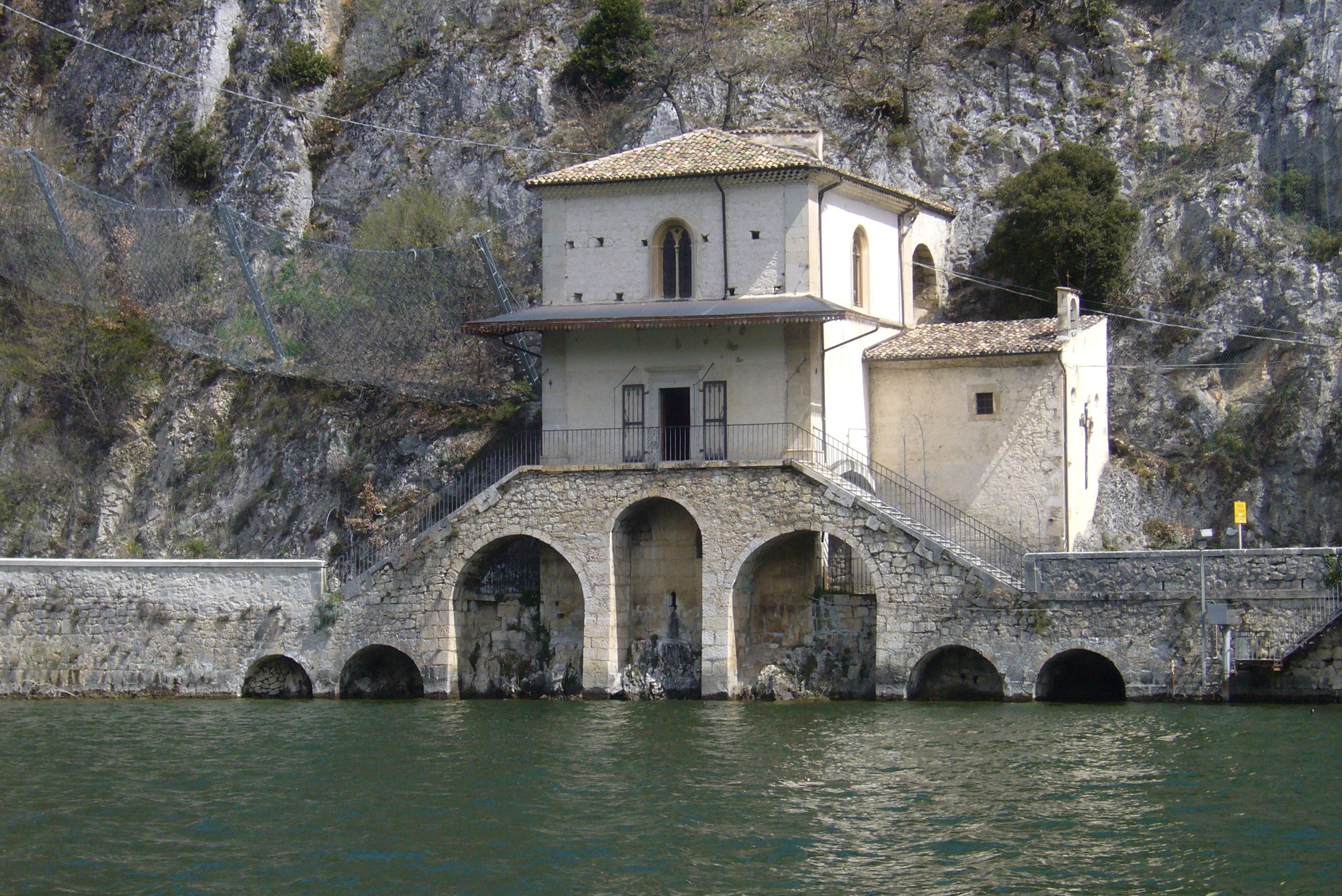
Santuario de la Madonna del Lago, en Scanno

En 2022 en la diócesis existían 76 parroquias agrupadas en 5 vicariatos: Sulmona, Introdacqua, Castel di Sangro, Corfinio y Popoli Terme.

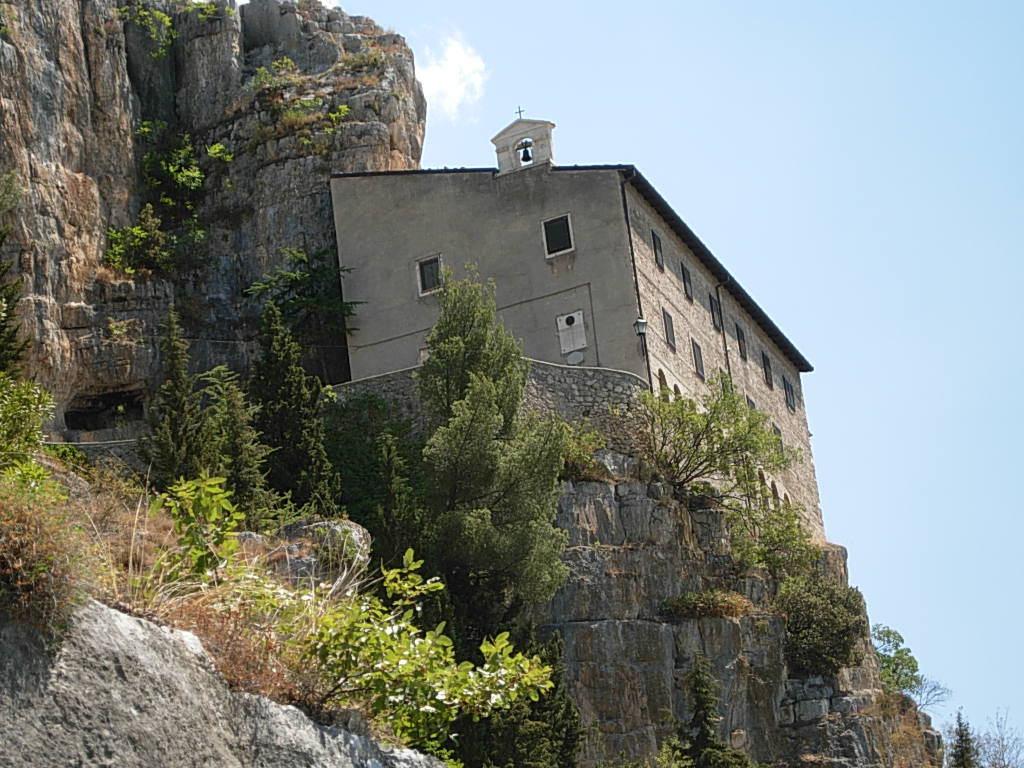
Ermita de Sant'Onofrio al Morrone, en Sulmona

En el territorio diocesano existen los siguientes santuarios y ermitas:
- Santuario de la Madonna del Lago, en Scanno;
- Santuario de la Madonna della Portella, en Rivisondoli;
- Santuario de la Madonna della Libera, en Pratola Peligna;
- Santuario de Santa Gemma, en Goriano Sicoli;
- Santuario de San Domenico Abate, en Cocullo;
- Santuario de la Madonna dell'Eremita, en Castel di Sangro;
- Santuario de San Giovanni Capestrano, en Capestrano;
- Ermita de Sant'Onofrio al Morrone, en Sulmona;
- Ermita de San Domenico Abate, en Villalago;
- Ermita de San Venanzio, en Raiano.

## Historia
Las ciudades de Sulmona y Valva (la antigua Corfinium, capital de los pueblos itálicos durante la Guerra Social, hoy Corfinio) parecen haber sido obispados desde al menos finales del siglo V. La tradición atribuye la fundación de la diócesis de Valva a san Feliciano, mártir en Foligno en el año 249. A finales del siglo V se mencionan dos obispos distintos, Geroncio de Valva y Paladio de Sulmona, el primero documentado en las cartas del papa Gelasio I (492-496), el segundo conocido por su participación en el concilio romano convocado por papa Símaco en 499.
Posteriormente, durante algunos siglos, no hubo más noticias de estas dos diócesis, debido a la devastación provocada por las invasiones primero de los godos y luego de los lombardos, que provocaron la desaparición de varias sedes episcopales italianas. En este contexto desapareció también la diócesis de Ofena, cuyo territorio sería posteriormente incorporado al de la diócesis de Valva.
A partir del siglo VII, las dos diócesis se unieron y un solo obispo ocupó ambas sedes. Esta unión fue sancionada oficialmente por una bula del papa León IX al obispo Domenico, a quien se le reconoció como propietario tanto de la sede de san Pelino (Valva) como de la de san Pánfilo (Sulmona). Con la misma bula el pontífice determinó los límites de las dos diócesis, que en adelante debían tener un solo obispo, elegido por los dos capítulos.
Esta decisión, sin embargo, fue causa de una larga disputa entre los capítulos de las dos catedrales, cada uno de los cuales pretendía tener el derecho exclusivo de elegir al obispo. Este conflicto alcanzó su punto máximo en 1229, cuando el pueblo de Sulmona atacó por la fuerza militar a Corfinio, destruyendo el episcopio y el castillo, robando las reliquias de san Pelino y capturando al obispo Nicola, que fue arrastrado por la fuerza a Sulmona. Se firmó un tratado de paz en 1238, con la estipulación de un acuerdo entre los dos capítulos.
Otro casus belli afectó a la diócesis de Valva y a la de L'Aquila, que pretendían tener jurisdicción sobre varios castillos, que dependían desde el punto de vista eclesiástico de la diócesis de Valva, pero que desde el punto de vista administrativo civil dependían de la ciudad de L'Aquila. La polémica, que también tuvo momentos dramáticos, fue ganada por la diócesis de L'Aquila, que en 1426 anexó a su territorio dieciocho centros, entre ellos Collepietro, Bominaco, Navelli y Civitaretenga.
En la primera mitad del siglo XVII se reavivó la antigua disputa entre Valva y Sulmona; la causa fue llevada a Roma primero ante la Congregación del Concilio y luego ante la Sagrada Rota que en 1628 decidió a favor de la igualdad de derechos de Sulmona y Valva, estableciendo la doble denominación de "diócesis de Valva y Sulmona".
Las tensiones entre los dos capítulos fue una de las causas por las que se celebraron pocos sínodos para la implementación de los decretos reformadores del Concilio de Trento; de hecho, la elección del lugar para la celebración del sínodo provocó inevitablemente la reacción de la otra sede episcopal que había sido excluida. Sólo se sabe que se celebraron seis sínodos diocesanos en 1572, 1590, 1603, 1620, 1629 y 1715 y para encontrar uno celebrado en la era moderna hay que remontarnos a 1929, con el sínodo celebrado por el obispo Nicola Jezzoni.
A principios del siglo XIX, la diócesis vivió un período muy largo de sede vacante, de 1799 a 1818, y la diócesis corrió el riesgo de ser abolida. Desaparecida esta posibilidad, la diócesis vio ampliado su territorio con la anexión en 1818 de algunos feudos que dependían de la suprimida abadía celestina de Santo Spirito al Morrone, entre ellos Pratola y San Benedetto in Perillis.
En 1824 el obispo Felice Tiberi inauguró en Sulmona el seminario diocesano que reemplazó al que había sido fundado en Pentima (hoy Corfinio) en el siglo XVIII, pero que funcionó durante algunos años.
Después del Concilio Vaticano II, mediante la bula Cum cognitum del 15 de agosto de 1972, el papa Pablo VI ordenó que las diócesis de Valva y Sulmona, hasta ese momento inmediatamente sujetas a la Santa Sede, fueran sufragáneas de la arquidiócesis de L'Aquila, simultáneamente elevado al rango de sede metropolitana.
El 21 de marzo de 1977 la diócesis de Sulmona amplió su territorio mediante el decreto Ad Casinum de la Congregación para los Obispos con la anexión de los municipios de Pescocostanzo, Ateleta, Barrea, Villetta Barrea y Civitella Alfedena, cuyas parroquias estaban bajo la jurisdicción de la abadía territorial de Montecasino; y las comunas de Alfedena y Castel di Sangro de la diócesis de Trivento, mediante el decreto Quo aptius de la Congregación para los Obispos. El territorio de la diócesis de Valva permaneció sin cambios e incluía las comunas de la parte norte de la actual diócesis hasta Cocullo, Prezza y Pratola Peligna, que constituían el límite sur de la diócesis de Valva.
Con el decreto Instantibus votis del 30 de septiembre de 1986, la Congregación para los Obispos estableció la unión plena de las diócesis de Valva y de Sulmona en la nueva circunscripción eclesiástica de Sulmona-Valva.
El 4 de julio de 2010 la diócesis acogió al papa Benedicto XVI en una visita pastoral a Sulmona.

## Estadísticas
Según el Anuario Pontificio 2023 la diócesis tenía a fines de 2022 un total de 78 842 fieles bautizados.
| Año                                                                             | Población            | Población | Población      | Sacerdotes | Sacerdotes    | Sacerdotes    | Bautizados por sacerdote | Diáconos permanentes | Religiosos | Religiosos | Parroquias |
| Año                                                                             | Bautizados católicos | Total     | % de católicos | Total      | Clero secular | Clero regular | Bautizados por sacerdote | Diáconos permanentes | Varones    | Mujeres    | Parroquias |
| ------------------------------------------------------------------------------- | -------------------- | --------- | -------------- | ---------- | ------------- | ------------- | ------------------------ | -------------------- | ---------- | ---------- | ---------- |
| 1950                                                                            | 122 000              | 122 138   | 99.9           | 147        | 105           | 42            | 829                      |                      | 16         | 112        | 62         |
| 1969                                                                            | 116 000              | 116 250   | 99.8           | 121        | 78            | 43            | 958                      |                      | 48         | 177        | 57         |
| 1980                                                                            | 90 000               | 91 052    | 98.8           | 124        | 77            | 47            | 725                      |                      | 52         | 177        | 78         |
| 1990                                                                            | 84 300               | 84 800    | 99.4           | 104        | 63            | 41            | 810                      |                      | 47         | 133        | 76         |
| 1999                                                                            | 82 828               | 83 562    | 99.1           | 89         | 58            | 31            | 930                      |                      | 34         | 133        | 76         |
| 2000                                                                            | 81 076               | 82 834    | 97.9           | 92         | 62            | 30            | 881                      | 1                    | 31         | 116        | 76         |
| 2001                                                                            | 80 839               | 81 555    | 99.1           | 94         | 62            | 32            | 859                      | 1                    | 33         | 116        | 76         |
| 2002                                                                            | 80 129               | 81 126    | 98.8           | 92         | 59            | 33            | 870                      | 1                    | 35         | 112        | 76         |
| 2003                                                                            | 80 421               | 81 488    | 98.7           | 86         | 58            | 28            | 935                      | 1                    | 31         | 114        | 76         |
| 2004                                                                            | 79 508               | 80 716    | 98.5           | 103        | 60            | 43            | 771                      | 1                    | 44         | 101        | 76         |
| 2010                                                                            | 81 058               | 82 618    | 98.1           | 72         | 50            | 22            | 1125                     | 4                    | 23         | 92         | 76         |
| 2014                                                                            | 82 998               | 85 000    | 97.6           | 83         | 63            | 20            | 999                      | 4                    | 21         | 94         | 76         |
| 2017                                                                            | 84 380               | 86 400    | 97.7           | 75         | 55            | 20            | 1125                     | 8                    | 23         | 87         | 76         |
| 2020                                                                            | 83 000               | 85 000    | 97.6           | 67         | 45            | 22            | 1238                     | 8                    | 23         | 90         | 76         |
| 2022                                                                            | 78 842               | 79 681    | 98.9           | 57         | 41            | 16            | 1383                     | 8                    | 19         | 82         | 76         |
| Fuente: Catholic-Hierarchy, que a su vez toma los datos del Anuario Pontificio. |                      |           |                |            |               |               |                          |                      |            |            |            |

## Episcopologio
- Geronzio † (mencionado en 492/496) (obispo de Valva)[10]
- Palladio † (mencionado en 499) (obispo de Sulmona)[11]
- Fortunato? † (mencionado en 502) (obispo de Valva) [nota 2]
- San Pánfilo † (circa 682-circa 700 falleció)
- Gradesco †[nota 3]
- Vedeperto † (mencionado en 772)
- Ravenno † (mencionado en 810)
- Arnolfo † (antes de 853-después de 861)[nota 4]
- Opitarmo † (mencionado en 840)
- Grimoaldo † (antes de 968-después de 983)[12]
- Teodolfo † (mencionado en 1015?)[13]
- Transarico † (mencionado en 1030?)[13]
- Suavillo † (mencionado en 1049?)[13]
- Domenico, O.S.B. † (circa diciembre de 1053-11 de marzo circa 1073 falleció)[12]
- Trasmondo, O.S.B. † (circa 1073/1074-circa diciembre de 1080 renunció)[12]
- Giovanni I † (mencionado en 1092)[12]
- Giovanni II, O.S.B. † (circa febrero de 1095-5 agosto circa 1097 falleció)[12]
- Giovanni III † (mencionado en 1102)[12]
- Gualterio † (circa 1104-después de 1124)[12]
- Dodone (o Oddone) † (diciembre de 1138-?)[nota 5]
  - Giraldo † (1140 o 1143-después de abril de 1145 renunció) (obispo electo)[nota 6]
- Siginolfo † (1146-1168 falleció)
  - Sede vacante (1168-1172)[14]
- Odorisio di Raiano † (1172-1193)[14]
  - P. † (1194) (obispo electo)[14]
- Guglielmo † (1194-circa 1206 falleció)[14]
  - T. † (1206) (obispo electo)[14]
- Oddone † (3 de junio de 1206-después de 1224)[14]
  - Berardo di Pescina † (1226-1227) (obispo electo)[14]
- Nicola † (1227-1234)[14][nota 7]
- Giacomo I, O.Cist. † (mencionado en 1236)[14]
  - Gualtiero di Ocre † (1247-1248) (obispo electo)[14]
  - Giacomo de Sulmona, O.F.M. † (mencionado en 1251) (obispo electo)[14]
- Giacomo II, O.P. † (10 de abril de 1252-circa 1263 falleció)[14]
- Giacomo d'Orvieto, O.P. † (6 de marzo de 1263-después de 1273)[14]
- Egidio di Liegi, O.F.M. † (25 de febrero de 1279-1290 renunció)
- Guglielmo, O.S.B. † (28 de agosto de 1291-?)
  - Pietro dell'Aquila, O.S.B. † (1294-18 de septiembre de 1294 renunció) (obispo electo)
- Federico Raimondo de Letto † (30 de marzo de 1295-1307 falleció)
- Landolfo I † (4 de junio de 1307-1319 falleció)
- Andrea Capograssi † (25 de mayo de 1319-1330 falleció)
- Pietro di Anversa, O.F.M. † (4 de mayo de 1330-1333 falleció)
- Nicolò Di Pietro Rainaldi † (30 de octubre de 1333-1343 falleció)
- Francesco di Sangro † (12 de febrero de 1343-1348 falleció)
- Landolfo II † (2 de julio de 1348-1349 falleció)
- Francesco de Silanis, O.F.M. † (17 de enero de 1350-? falleció)
- Martino de Martinis † (14 de abril de 1368-? falleció)
  - Roberto de Illice † (18 de abril de 1379-2 de julio de 1382 nombrado arzobispo de Salerno) (antiobispo)
- Paolo de Letto † (circa 1379-?)
  - Nicola de Cervario, O.F.M. † (2 de julio de 1382-4 de junio de 1397 nombrado obispo de Digne) (antiobispo)
- Bartolomeo Gaspare † (1384-?)
- Bartolomeo Petrini † (1402-1419 falleció)
- Lotto Sardi † (6 de marzo de 1420-21 de mayo de 1427 nombrado obispo de Spoleto)
- Benedetto Guidalotti † (21 de mayo de 1427-29 de octubre de 1427 nombrado obispo de Teramo)
- Bartolomeo Vinci † (29 de octubre de 1427-diciembre de 1442 falleció)
- Francesco de Oliveto, O.S.B. † (12 de agosto de 1443-14 de junio de 1447 nombrado obispo de Rapolla)
- Pietro d'Aristotile † (14 de junio de 1447-1448 falleció)
- Donato Bottino, O.E.S.A. † (4 de septiembre de 1448-1463 falleció)
- Bartolomeo Scala, O.P. † (3 de octubre de 1463-1491 falleció)
- Giovanni Melini Gagliardi † (7 de noviembre de 1491-1499 falleció)
- Giovanni Acuti † (1499-1512 falleció)
  - Andrea della Valle † (1512-1512 renunció) (administrador apostólico)
- Prospero de Rusticis † (3 de marzo de 1512[nota 8]-1514 renunció)
- Giambattista Carli † (28 de julio de 1514-1519 renunció)
  - Andrea della Valle † (26 de octubre de 1519-1521 renunció) (administrador apostólico)
  - Alessandro Farnese † (1521-1521 renunció) (administrador apostólico)
- Cristoforo de los Rios † (18 de junio de 1521-1523)
- Orazio della Valle † (17 de julio de 1523-1528)
- Francesco di Lerma † (14 de agosto de 1528-?)
- Bernardo Cavalieri delle Milizie † (3 de septiembre de 1529-1532 falleció)
- Bernardino Fumarelli † (13 de noviembre de 1532-5 de junio de 1547 falleció)
- Pompeo Zambeccari † (1º de julio de 1547-8 de agosto de 1571 falleció)
- Vincenzo Donzelli, O.P. † (24 de septiembre de 1571-1585 falleció)
- Francesco Caruso, O.F.M.Conv. † (13 marzo o 13 de mayo de 1585-4 de septiembre de 1593 falleció)
- Cesare Del Pezzo † (24 de noviembre de 1593-23 de abril de 1621 falleció)
- Francesco Cavalieri † (21 de julio de 1621-4 de septiembre de 1637 falleció)
- Francesco Boccapaduli † (13 de septiembre de 1638-6 de mayo de 1647 nombrado obispo de Città di Castello)
- Alessandro Masi † (27 de mayo de 1647-12 de septiembre de 1648 falleció)
- Francesco Carducci † (22 de marzo de 1649-5 de noviembre de 1654 falleció)
- Gregorio Carducci † (14 de junio de 1655-15 de enero de 1701 falleció)
- Bonaventura Martinelli † (21 de noviembre de 1701-agosto de 1715 falleció)
- Francesco Onofrio Odierna † (4 de enero de 1717-17 de marzo de 1727 renunció)
- Matteo Odierna, O.S.B.Oliv. † (17 de marzo de 1727-26 de junio de 1738[15] falleció)
- Pietro Antonio Corsignani † (23 de julio de 1738-17 de octubre de 1751 falleció)
- Carlo De Ciocchis † (24 de enero de 1752-10 de septiembre de 1762 renunció[nota 9])
- Filippo Paini † (22 de noviembre de 1762-1799 falleció)
  - Sede vacante (1799-1818)
- Felice Tiberi, C.O. † (6 de abril de 1818-22 de abril de 1829 falleció)
- Giuseppe Maria Deletto † (27 de julio de 1829-10 de noviembre de 1839 falleció)
- Mario Giuseppe Mirone † (27 de abril de 1840-27 de junio de 1853 nombrado obispo de Noto)
- Giovanni Sabatini † (27 de junio de 1853-10 de marzo de 1861 falleció)
  - Sede vacante (1861-1871)
- Tobia Patroni † (22 de diciembre de 1871-20 de agosto de 1906 falleció)
- Nicola Jezzoni † (6 de diciembre de 1906-18 de julio de 1936 renunció[nota 10])
- Luciano Marcante † (14 de marzo de 1937-29 de enero de 1972 retirado)
- Francesco Amadio † (29 de enero de 1972 por sucesión-14 de mayo de 1980 nombrado obispo de Rieti)
- Salvatore Delogu † (8 de enero de 1981-25 de mayo de 1985 renunció)
- Giuseppe Di Falco (25 de mayo de 1985-3 de abril de 2007 retirado)
- Angelo Spina (3 de abril de 2007-14 de julio de 2017 nombrado arzobispo de Ancona-Osimo)
- Michele Fusco, desde el 30 de noviembre de 2017